# دولت نجات سوریه
دولت نجات سوریه (به عربی: حکومة الإنقاذ السوریة)، یک دولت جایگزین دفاکتو از اپوزیسیون سوریه در استان ادلب بود که در اوایل نوامبر ۲۰۱۷ تشکیل و در سال ۲۰۲۴ پس از سقوط رژیم اسد و تشکیل دولت سرپرست سوریه منحل شد.

## اقدامات نظامی و انتظامی
در حالی‌که دولت نجات سوریه (SSG) فاقد وزارت دفاع است، «هیئت تحریر الشام» (HTS) عملاً این نقش را ایفا می‌کند. با وجود این، دولت نجات در دسامبر ۲۰۲۱ کالج نظامی‌ای تأسیس کرد که هدف آن به گفته احمد الشرع «افزایش تجربه مجاهدان در علوم نظامی و فنون رزمی» عنوان شد. در سال ۲۰۲۲، بیش از ۴۰۰ افسر از نخستین دوره این کالج فارغ‌التحصیل شدند.
دولت نجات یک نیروی پلیس تحت نظر وزارت کشور اداره می‌کند. یک آکادمی پلیس در سپتامبر ۲۰۲۳ تأسیس شد و نخستین گروه فارغ‌التحصیلان خود را در اوت ۲۰۲۴ معرفی کرد.
در سال ۲۰۲۴، وزارت کشور دو نهاد امنیتی وابسته به HTS را در پی رسوایی مربوط به شکنجه زندانیان و آغاز یک جنبش اعتراضی به خود جذب کرد. احمد الشرع اذعان کرد که HTS برای گرفتن اعترافات نادرست از زندانیان، شکنجه به‌کار برده است. «سرویس امنیت عمومی» HTS در آوریل ۲۰۲۴ به وزارت کشور منتقل شد، و در پی آن، «سرویس امنیت عمومی داخلی» نیز در ژوئن همان سال به این وزارتخانه الحاق یافت.

## دین
HTS با مخالفت‌هایی از سوی سلفی‌های جهادی تندرو مواجه شده که دیدگاه میانه‌روانه این گروه را «غیراسلامی» می‌دانند. دولت نجات ساختارهای مذهبی را نهادینه کرده و برای به حاشیه راندن عناصر سلفی‌جهادی تندرو، نقش مذهب شافعی – که مذهب فقهی غالب در ادلب است – را بازتعریف کرده است. علمای ادلب سیاست‌های دولت نجات دربارهٔ مساجد را «بسیار متمرکز و اقتدارگرایانه» توصیف می‌کنند. وزارت اوقاف قدرت انتصاب و عزل روحانیان را در اختیار دارد؛ به‌طور مثال، در سال ۲۰۲۰، روحانیان وابسته به گروه حراس‌الدین (وابسته به القاعده) در روستای عرب سعید با افراد وفادار به HTS جایگزین شدند. «افسران مسجد» که توسط وزارت اوقاف منصوب می‌شوند، فعالیت‌های مساجد را زیر نظر دارند. خطیبان مستقل ممکن است در رویدادهای حساس سیاسی، مانند درگیری‌های داخلی میان شورشیان، با وعاظ وفادار به دولت نجات جایگزین شوند؛ کسانی که از این جایگزینی سر باز زنند، با خطر اخراج مواجه می‌شوند.
اگرچه HTS از نظر عقیدتی سلفی است، دولت نجات از تحمیل یک قرائت خاص از اسلام سنی به مردم، که بیشتر علمای آن‌ها صوفی هستند، خودداری کرده است. مؤسسات سنتی دینی بی‌طرف از نظر سیاسی که مکتب اعتقادی اشعری را آموزش می‌دهند، همچنان فعال هستند،[۲] از جمله مؤسساتی که توسط اخوان‌المسلمین و جماعت تبلیغ اداره می‌شوند. همچنین این دولت به‌تدریج پذیرای دیدگاه‌های متنوع‌تری در میان واعظان شده، که بخشی از آن ناشی از کمبود نیروی انسانی است.
مخالفت عمومی باعث توقف تلاش‌های اولیه برای تحمیل قوانین دینی، مانند الزام زنان به سفر با محرم شد. مدارس از نظر جنسیتی جدا هستند، اما اختلاط زن و مرد در رستوران‌ها و مراکز خرید مانعی ندارد. دولت نجات زنان را به «پوشش متین» و استفاده از حجاب تشویق می‌کند، اما پوشیدن نقاب اجباری نیست. حدود شرعی شریعت، مانند سنگسار و شلاق، اعمال نمی‌شود. احمد الشرع در سال ۲۰۲۰ به نیروهای HTS گفت: «برخی اجرای حکم شریعت را تنها به اعمال حدود شرعی تقلیل می‌دهند؛ مانند قطع دست، سنگسار فلان فرد، یا شلاق زدن به کسی که مشروب خورده [...] اما این فقط بخشی بسیار ابتدایی از مفهوم بزرگ اجرای شریعت است.»
در دسامبر ۲۰۲۴، دایره امور سیاسی دولت نجات بیانیه‌ای خطاب به علویان سوریه منتشر کرد و در آن اعلام نمود که حکومت اسد از این فرقه برای بقای خود سوءاستفاده کرده و در نتیجه «زخم‌های عمیق اجتماعی» ایجاد کرده است. همچنین در این بیانیه آمده است که «انقلاب سوریه ندای آزادی، کرامت و عدالت برای همه تحت سقف سوریه» است و اگرچه این امر «چالش‌برانگیز» خواهد بود، اما «افراد خردمند» از میان علویان می‌توانند این جامعه را به «آینده‌ای عادلانه و فراگیر» رهنمون شوند.